# Stazione di Rocchetta Tanaro-Cerro
La stazione di Rocchetta Tanaro-Cerro è una fermata ferroviaria posta lungo la linea Torino-Genova, al servizio dei comuni di Cerro Tanaro e Rocchetta Tanaro.

## Storia
Il 12 marzo 1908 venne attivato il nuovo fabbricato viaggiatori, in sostituzione di quello precedente.
Fino al 1927 la stazione era denominata semplicemente "Rocchetta Tanaro"; assunse la doppia denominazione in seguito alla soppressione della fermata di Cerro.

## Strutture ed impianti
La fermata dispone di un fabbricato viaggiatori sviluppato su due piani ma completamente chiuso all'utenza. Sulla parete lato binari sono presenti un'obliteratrice e un pannello informativo per l'utenza. A poca distanza dal fabbricato viaggiatori è presente un ulteriore stabile, sviluppato su un solo piano e di dimensioni minori, che ospitava i servizi igienici.
La fermata è servita unicamente dai due binari passanti della linea, ciascuno servito da una propria banchina. Le due banchine sono collegate da un sottopasso e parzialmente coperte da due tettoie in cemento sulle quali sono posti due monitor per le informazioni sulle partenze dei treni. Lungo le due banchine sono presenti alcune panchine in cemento armato per l'attesa.

## Movimento
La fermata è servita da alcuni treni regionali di Trenitalia in base al contratto di servizio stipulato con Regione Piemonte.